# Phaner pallescens
El lémur de orejas ahorquilladas pálido (Phaner pallescens) es una especie de mamífero primate de la familia Cheirogaleidae. Como todos los lémures es endémico de la isla de Madagascar y se distribuye en una franja costera al Oeste y Noroeste de la isla, desde Toliara hasta Soalala.
Con una talla de entre 23 y 29 cm, una cola de 29 a 37 cm y un peso medio de 333 gr es el lémur más pequeño y también el más claro del género. Su hocico está desnudo y los dientes son pequeños, características que lo diferencian claramente del resto. El dorso es de color marrón grisáceo con brillos plateados; el vientre es de color blancuzco a amarillento pálido. El dibujo negro en forma de horquilla, que partiendo de cada ojo se une en la nuca y continúa en una línea dorsal y que da nombre a los miembros de este género, es difuminado y sí llega a la base de la cola. Ésta es más oscura por un lado en los últimos tres cuartos. Manos y pies son ligeramente más oscuros que el cuerpo.
Su dieta es muy inusual, alimentándose de exudados arbóreos fundamentalmente. Estos exudados, como los del árbol Terminalia, poseen suficientes proteínas, de forma que la ingesta de insectos es mucho menor que en otras especies. Las hembras son dominantes en los lugares de alimentación.
La reproducción es estacional y tiene lugar durante unas pocas semanas al año. La cópula se produce en octubre y noviembre, aunque ya antes se producen conductas precopulatorias. Las tasas de reproducción son bajas, con 0,3 crías por hembra y año que nacen entre enero y marzo.
Se encuentra en bosques secos tropicales caducifolios secundarios desde el nivel del mar hasta los 800 m de altitud, pudiéndose adaptar a las plantaciones de árboles exóticos. Tiene hábitos arbóreos y nocturnos. Durante el día dormitan en agujeros de árboles o en nidos de hojas hechos por lémures del género Mirza, utilizando los nidos y oquedades más altas para evitar la competencia con otros lémures. Suelen dormir solos o en parejas, compartiendo el nido durante tres días. Abandonan estos nidos al anochecer y su máxima actividad, incluyendo vocalizaciones, se produce una hora después de la puesta de sol.
Esta especie es la mejor estudiada del género, en lo relativo a organización social y comportamiento. Los grupos familiares están compuestos por una pareja de adultos y sus descendientes que ocupan unos territorios bien definidos y estables de unas 3 a 10 ha. Cuando están activos suelen alejarse unos de otros una media de 100 m para evitar la competencia en la alimentación. Las hembras son dominantes frente a machos vecinos. Las pautas de acicalamiento se producen entre machos, hembras y juveniles, cara a cara, y a veces colgando boca abajo. La densidad de población varía entre los 50 y los 400 individuos por km², dependiendo de la zona estudiada.
Su estatus en la Lista Roja de la UICN es de «en peligro de extinción», pues su población ha caído en los últimos 24 años, en tres generaciones, a la mitad, y se estima que decrecerá otro tanto hasta 2022. Esto es debido a la pérdida de hábitat, sobre todo por el fuego y la agricultura asociada, a la recolección de leña y a la quema para pastos.